# Gheorghe Tabunșcic
Gheorghe Tabunșcic (în rusă Георгий Дмитриевич Табунщик; n. 1 august 1939, Tatar Copceac, județul Cahul) este un om politic din Republica Moldova, care a îndeplinit funcția de guvernator (bașcan) al UTA Gagauz Yeri (1995-1999 și 2002-2006) și deputat în Parlamentul Republicii Moldova între 2001 și 2003.

## Cariera profesională
Gheorghe Dimitrievici Tabunșcic s-a născut la data de 1 august 1939, în satul Tatar Copceac (plasa Traian, județul Cahul, Regatul României). A absolvit Institutul Agricol “M.V.Frunze” din Chișinău, apoi studiile de aspirantură la Universitatea de Stat din Moldova. Este doctor în științe agricole.
După absolvirea Institutului Agricol în anul 1962 își începe activitatea în câmpul muncii în calitate de agronom-șef, locțiitorul președintelui colhozului, secretar de partid, președintele colhozului “Pobeda” din satul Copceac (pe atunci în raionul Taraclia).
Din anul 1975 și până în anul 1979 activează în funcția de președinte al Sovietului Colhozurilor din orașul Ciadîr-Lunga. Apoi, în perioada 1979-1987 este prim-secretar al Comitetului raional de partid Comrat.
Între anii 1987-1990 este numit în funcția de vicepreședinte al Comitetului de Stat pentru Planificare din Moldova. În perioada anilor 1990-1991 este  membru al Biroului Comitetului Central al Partidului Comunist al Republicii Moldova, președinte al Comisiei de control și revizie.
Din 1991 până în 1992 este președinte al Comisiei de Stat a Guvernului Republicii Moldova pentru problemele Zonei de Sud. La 1 iulie 1992 este numit în funcția de vicedirector al Reprezentanței Asociației Internațional-financiare “MENATEP”.

## Bașcan al UTA Găgăuzia „Gagauz Yeri”
La 25 mai 1995, are loc primul tur al alegerilor pentru funcția de Guvernator al Găgăuziei, concomitent cu alegerile în Adunarea Populară a autonomiei. Nici unul din cei 4 candidați (Gheorghe Tabunșcic, Mihail Kendighelean, Dumitru Croitor, Stepan Topal) nu a întrunit numărul necesar de voturi. La  11 iunie 1995, în turul doi de scrutin au participat Gh. Tabunșcic și Mihail Kendighelean, iar cu 64% de voturi în funcția de Guvernator al Găgăuziei a fost ales Gheorghe Tabunșcic.
Prin Decretul Președintelui Republicii Moldova din 19 iunie 1995 este confirmat în funcția de membru al Guvernului Republicii Moldova. El a pus accent pe reintegrarea Găgăuziei cu restul Moldovei, fiind considerat responsabil pentru asigurarea unei victorii electorale solide pentru Președintele Voronin în rândurile Găgăuzilor.
Perioada primei guvernări a lui Tabunșcic este menționată pentru recesiunea economică din UTA Găgăuzia. În acea perioadă (1995-1999) au existat restanțe de ani de zile cu privire la plata salariilor, pensiile și salariile fiind achitate cu produse alimentare deteriorate și la prețuri exorbitante. Investițiile străine au fost reduse numeric, iar gospodăriile agricole au fost grevate de o serie de datorii, care au dus la blocarea activității financiare.
Tabunșcic pierde alegerile din 22 august 1999 pentru funcția de Bașcan al Găgăuziei în confruntarea electorală cu Dumitru Croitor, obținând numai 38,46% din voturi în turul II. Cedează funcția de Bașcan lui Dumitru Croitor la 24 septembrie 1999.
Din septembrie 1999 îndeplinește funcția de consilier al Președintelui Băncii Sociale. Ca urmare a alegerilor parlamentare din 25 februarie 2001, Gheorghe Tabunșcic este ales ca deputat în Parlamentul Republicii Moldova, din partea Partidului Comuniștilor din Republica Moldova.
Acuzat de abuz de putere și de relații cu autoritățile separatiste din Transnistria, bașcanul Dumitru Croitor demisionează în iunie 2002 din funcția de Guvernator al Găgăuziei (motivând oficial prin faptul că Adunarea Populară ignoră opinia sa în cazul adoptării deciziilor și respinge orice inițiative). După o rundă de alegeri invalidate din cauza lipsei numărului minim de alegători, la 20 octombrie 2002, Tabunșcic a acumulat 50,99% de voturi.
La data de 9 noiembrie 2002, Gheorghe Tabunșcic este învestit în funcția de Guvernator (Bașcan) al UTA Găgăuzia “Gagauz Yeri”. Prin Decretul Președintelui Republicii Moldova din 15 noiembrie 2002 este confirmat în funcția de membru din oficiu al Guvernului Republicii Moldova condus de Vasile Tarlev.
După formarea unui nou guvern condus de Vasile Tarlev ca urmare a alegerilor din martie 2005, Gheorghe Tabunșcic este confirmat, la data de 19 aprilie 2005, în funcția de membru din oficiu al Guvernului Republicii Moldova, în conformitate cu Decretul Președintelui Republicii Moldova.
Deși articolul 13, alineat 2 din Legea serviciului public îi obligă pe funcționarii publici din Republica Moldova să cunoască și să vorbească limba română (limba oficială), guvernatorul UTA Gagauz-Yeri, Gheorghe Tabunșcic folosește doar limba rusă, și nu vorbește nici măcar limba găgăuză.

## Planuri pentru federalizarea Republicii Moldova
Într-o conferință de presă susținută la Comrat, bașcanul UTA Gagauz-Yeri, Gheorghi Tabunșcic, a declarat că susține ideea elaborării unei noi Constituții a Republicii Moldova, care să reflecte situația politică actuală din Republică. Această Constituție ar urma să includă, după dorința bașcanului, ideea de federalizare a Republicii Moldova, precum și specificarea clară a existenței autonomiei găgăuze.
"Avem o unitate teritorială autonomă în componența Republicii Moldova cu statut juridic special, care își desfășoară activitatea conform Constituției și nicidecum nu tinde să se transforme într-un stat independent", a declarat Tabunșcic. El a completat că "din 1994, Republica Moldova nu mai este strict un stat unitar, deoarece există UTA Gagauz-Yeri, cu drepturi egale de autonomie și de această realitate trebuie să se țină cont la elaborarea noii Constituții". El a exprimat intenția de a susține această nouă Constituție, numai dacă va include un capitol special cu titlul "Republica Găgăuză".

## Alegerile din 3 decembrie 2006
La data de 3 decembrie 2006, s-au desfășurat noi alegeri pentru funcția de bașcan al UTA Gagauz Yeri. Acestea au avut loc ca urmare a expirării mandatului de patru ani al guvernatorului Gheorghe Tabunșcic.
În cursa electorală pentru alegerea bașcanului au fost înregistrați patru candidați înregistrați ca independenți și anume: bașcanul în funcție al Găgăuziei, Gheorghe Tabunșcic, adjunctul procurorului general al Republicii Moldova, Alexandru Stoianoglo, primarul orașului Comrat, Nicolai Dudoglo și primarul de Ceadîr Lunga, Mihail Formuzal.
Partidul Comuniștilor din Republica Moldova (partid de guvernământ) și-a exprimat susținerea de la început pentru Gheorghe Tabunșcic: "Din ziua creării autonomiei, comuniștii din R. Moldova contribuie sincer și ferm la dezvoltarea temeliilor acesteia, la progresul economic, social și cultural al Gagauz Yeri. Nu este întâmplător faptul că, deja de mai bine de opt ani, PCRM rămâne a fi singurul partid care include în rândul deputaților reprezentanți ai autonomiei găgăuze. Nu este întâmplător că anume propunerile legislative ale fracțiunii parlamentare a PCRM au extins substanțial drepturile constituționale ale Găgăuziei prin acordarea către autonomie a dreptului de inițiativă legislativă în Parlamentul național. Este absolut limpede că tot ce a fost pozitiv în ultimii ani trebuie continuat și dezvoltat intens”.
În primul tur al alegerilor, din 3 decembrie 2006, Mihail Formuzal și Nicolai Dudoglo au acumulat 33,89% și respectiv 31,40% din sufragiile alegătorilor. La turul II din 17 decembrie 2006, primarul orașului Ceadîr-Lunga, Mihail Formuzal, a repurtat victoria pentru postul de bașcan (guvernator) al Găgăuziei cu 56,23% din voturi.
Deși a fost susținut de Partidul Comuniștilor din Republica Moldova (PCRM) și de Partidul Agrar din Moldova, beneficiind în plus și de mediatizarea excesivă a candidaturii sale, bașcanul în exercițiu, Gheorghe Tabunșcic, a acumulat în primul tur doar 24,14% din voturile alegătorilor găgăuzi și nu a trecut în turul doi. Pierderea alegerilor s-a datorat slabelor realizări ale bașcanului în cel de-al doilea mandat și izolării tot mai mult a UTA Gagauz Yeri.
Celălalt candidat, Alexandr Stoianoglo, Procurorul General adjunct al Republicii Moldova, s-a clasat pe ultimul loc, cu 10,58% din voturi.
La 29 decembrie 2006, Mihail Formuzal a fost învestit în funcția de bașcan al UTA Gagauz-Yeri.
Gheorghe Tabunșcic este căsătorit și are doi copii.